# マーク・バートン
マーク・バートン（Mark Burton / 磨亜玖・ジュワン・バートン  1998年1月30日 - ）は、日本の男子プロバスケットボール選手。
ポジションはポイントガード。神奈川県出身。
父がアメリカ人、母が日本人であり日本国籍を有している。身長184cm

## 来歴
神奈川県で生まれ、米軍に所属していた父の転属でアメリカ、ドイツ、韓国、日本に移り住む幼少期を送る。
日本の横田基地で中学時代を過ごし父の転属先となったユタ州へ移り住むと同時に高校はユタ州のレイトンクリスチャンアカデミーへ進学。

## 経歴
レイトンクリスチャンアカデミー　- クラークアトランタ大学（NCAA Division2）- ファイエットビルステイツ大学（NCAA Division2）- アースフレンズ東京Z
2021-22シーズンは日本のプロリーグ（B.LEAGUE）アースフレンズ東京Zと選手契約を結んだ。背番号は3。
クラークアトランタ大学時代にウィリアム・ジョーンズカップ代表候補（2018年）。前年はU19代表候補の合宿にも参加している。
クラークアトランタ大学[1]（NCAA Division2）に進学し父の友人でもあったダリル・ウォーカー氏（元シカゴブルズ等）の下プレー。
大学3年でウォーカー氏が退任すると共にスカウトを受けたファイエットビルステイツ大学[2]へ転入（ノースカロライナ州、同NCAA Division2）。
2021-22シーズンは日本のプロリーグ（B.LEAGUE）アースフレンズ東京Z
2022-23シーズンはオレゴンGリーグチームにトレーニング参加
2023-24シーズンは日本のプロリーグ   (B.LEAGUE)   福島ファイヤーボンズ

## 参考
1. https://3ndbba.wixsite.com/official/player
2.契約(新規)基本合意のお知らせ